# 崇徳中学校・高等学校の人物一覧
崇徳中学校・高等学校の人物一覧（そうとくちゅうがっこう・こうとうがっこうのじんぶついちらん）は、崇徳中学校・高等学校（学仏場、進徳教校、広島仏教中学、第四仏教中学、旧制崇徳中学校時代も含む）の関係者・出身者・教員などの一覧である。

## 歴代学校長

### 進徳教校時代
| 歴代 | 人名     | 就任期間                                        |
| ---- | -------- | ----------------------------------------------- |
| 初代 | 霊山諦念 | 明治13年（1880年）1月 - 明治19年（1886年）12月  |
| 2代  | 観山綜貫 | 明治20年（1887年）1月 - 明治21年（1888年）12月  |
| 3代  | 福島大順 | 明治22年（1889年）1月 - 明治22年（1889年）12月  |
| 4代  | 大洲順道 | 明治23年（1890年）1月 - 明治23年（1890年）12月  |
| 5代  | 中野実玄 | 明治24年（1891年）1月 - 明治24年（1891年）10月  |
| 6代  | 観山綜貫 | 明治24年（1891年）12月 - 明治25年（1892年）12月 |
| 7代  | 福島大順 | 明治26年（1893年）1月 - 明治29年（1896年）8月   |
| 8代  | 尼子速成 | 明治29年（1896年）9月 - 明治30年（1897年）5月   |
| 9代  | 霊山諦念 | 明治30年（1897年）6月 - 明治32年（1899年）12月  |
| 10代 | 高間春雷 | 明治33年（1900年）1月 - 明治33年（1900年）3月   |

### 仏教中学・広島仏教中学・第四仏教中学時代
| 歴代 | 人名     | 就任期間                                      |
| ---- | -------- | --------------------------------------------- |
| 初代 | 高間春雷 | 明治33年（1900年）4月 - 明治34年（1901年）2月 |
| 2代  | 芳瀧智導 | 明治34年（1901年）3月 - 明治36年（1903年）1月 |
| 3代  | 河野学一 | 明治36年（1903年）2月 - 明治40年（1907年）3月 |
| 4代  | 中尾教審 | 明治40（1907）4月 - 明治45年（1912年）4月     |

### 旧制崇徳中学校・崇徳学園（崇徳中学校・高等学校）時代
| 歴代 | 人名     | 就任期間                                      |
| ---- | -------- | --------------------------------------------- |
| 初代 | 観山覚道 | 大正2年（1913年）4月 - 昭和16年（1941年）3月  |
| 2代  | 竹野恵真 | 昭和16年（1941年）4月 - 昭和29年（1954年）3月 |
| 3代  | 福島利美 | 昭和29年（1954年）4月 - 昭和40年（1965年）8月 |
| 4代  | 金子彪   | 昭和40年（1965年）9月 - 昭和48年（1973年）3月 |
| 5代  | 西田早苗 | 昭和48年（1973年）4月 - 昭和59年（1984年）3月 |
| 6代  | 前田孝顕 | 昭和59年（1984年）4月 - 平成3年（1991年）3月  |
| 7代  | 中尾正   | 平成3年（1991年）4月 - 平成10年（1998年）3月  |
| 8代  | 室田重法 | 平成10年（1998年）4月 - 平成12年（2000年）3月 |
| 9代  | 沖本利夫 | 平成12年（2000年）4月 - 平成16年（2004年）3月 |
| 10代 | 鳴川則弘 | 平成16年（2004年）4月 - 平成22年（2010年）3月 |
| 11代 | 吉田義視 | 平成22年（2010年）4月 - 平成29年（2017年）3月 |
| 12代 | 高木哲典 | 平成29年（2017年）4月 - 令和3年（2021年）3月  |
| 13代 | 絹谷徹   | 令和3年（2021年）4月 - 令和4年（2022年）3月   |
| 14代 | 松尾耕司 | 令和4年（2022年）4月 - 現在                   |

## 歴代理事長

### 財団法人真宗崇徳教社理事長
| 歴代 | 人名     | 就任期間                                       |
| ---- | -------- | ---------------------------------------------- |
| 初代 | 満田了誓 | 明治32年（1899年） - 明治42年（1909年）        |
| 2代  | 武田寂静 | 明治43年（1910年）1月 - 大正3年（1914年）      |
| 3代  | 平田博慈 | 大正3年（1914年） - 大正7年（1918年）          |
| 4代  | 大内慧明 | 大正7年（1918年） - 大正11年（1922年）         |
| 5代  | 平田博慈 | 大正11年（1922年） - 大正13年（1924年）        |
| 6代  | 徳沢龍象 | 大正14年（1925年） - 昭和4年（1929年）         |
| 7代  | 大内慧明 | 昭和4年（1929年） - 昭和10年（1935年）         |
| 8代  | 武田達道 | 昭和10年（1935年） - 昭和16年（1941年）        |
| 9代  | 神根悊生 | 昭和16年（1941年）1月 - 昭和24年（1949年）10月 |
| 10代 | 福島義円 | 昭和24年（1949年）10月 - 昭和49年（1974年）4月 |
| 11代 | 霊山宝海 | 昭和49年（1974年）4月 - 昭和53年（1978年）4月  |
| 12代 | 武田自強 | 昭和53年（1978年）4月 - 平成2年（1990年）10月  |
| 13代 | 藤沢桂珠 | 平成2年（1990年）10月 - 平成4年（1992年）8月   |
| 14代 | 観山文雄 | 平成4年（1992年）9月 - 不明                    |

### 学校法人崇徳学園理事長
| 歴代 | 人名       | 就任期間                                       |
| ---- | ---------- | ---------------------------------------------- |
| 初代 | 福島義円   | 昭和26年（1951年）3月 - 昭和26年（1951年）4月  |
| 2代  | 西村栄蔵   | 昭和26年（1951年）4月 - 昭和35年（1960年）11月 |
| 3代  | 田坂三友   | 昭和35年（1960年）12月 - 昭和49年（1973年）7月 |
| 4代  | 岩崎旺太郎 | 昭和49年（1973年）7月 - 昭和53年（1978年）5月  |
| 5代  | 福島利美   | 昭和53年（1978年）6月 - 昭和57年（1982年）4月  |
| 6代  | 観山文雄   | 昭和57年（1982年）5月- 昭和62年（1987年）4月   |
| 7代  | 武田自強   | 昭和62年（1987年）5月 - 平成2年（1990年）9月   |
| 8代  | 藤沢桂珠   | 平成2年（1990年）10月 - 平成4年（1992年）8月   |
| 9代  | 岸田俊輔   | 平成4年（1992年）9月 - 平成7年（1995年）3月    |
| 10代 | 石井泰行   | 平成7年（1995年）4月 - 平成13年（2001年）3月   |
| 11代 | 高橋乗宣   | 平成13年（2001年）4月 - 平成28年（2016年）3月  |
| 12代 | 奥田耕造   | 平成28年（2016年）4月 - 現在                   |

## 主な出身者

### 公人
- 木山耕三：現庄原市市長、元広島県議会議員
- 神田憲次：元衆議院議員、自由民主党
- 土手三生 : 次期江田島市市長
- 山本高義：内閣総理大臣秘書官、岸田文雄事務所第一秘書
- 小倉馨：元広島平和文化センター事務局長、元広島平和記念資料館館長、元広島市役所職員（旧制崇徳中学校）
- 岡部直三郎：陸軍大将、第3・6方面軍司令官（第四仏教中学）
- 進藤三郎：海軍少佐（旧制崇徳中学校）

### 財界人・実業家
- 高橋敏雄：萬国製針元代表取締役会長（旧制崇徳中学校）
- 湧永満之：実業家、湧永製薬設立者（旧制崇徳中学校）
- 岩部金吾：文化シヤッター会長（旧制崇徳中学校）
- 久保允誉：エディオン社長、デオデオ取締役会長
- 久保雅義：サンフレッチェ広島F.C代表取締役社長、久保允誉の長男
- 大谷博国：にしき堂代表取締役社長
- 矢野靖二：大創産業代表取締役社長
- 山本千曲：山豊代表取締役社長
- 田中孝幸：田中食品代表取締役社長

### 学術
- 佐竹（山口）哲雄：哲学者、現象学、第八高等学校 (旧制)・熊本大学教授等を歴任（第四仏教中学）
- 桐原葆見：心理学者、産業心理学、倉敷労働科学研究所（現労働科学研究所）教授・日本女子大学教授を歴任、桐原ダウニー式性格検査法を開発、（第四仏教中学）
- 三枝博音：哲学者、明治大学教授、横浜市立大学学長、日本科学史学会長（第四仏教中学）
- 廿日出逸暁：図書館学者、図書館法制定や移動図書館を普及（旧制崇徳中学校）
- 山手治之：法学者、立命館大学名誉教授、国際法学会理事・日本国際経済法学会理事・日本EU学会理事長を歴任（旧制崇徳中学校）
- 光易恒：物理学者、海洋物理学、九州大学名誉教授、広島工業大学元教授
- 高橋乗宣：経済評論家、本校理事長、明海大学大学院教授、元相愛大学学長
- 入澤崇：龍谷大学現学長・文学部教授、シルクロード研究の第一人者
- 國廣敏文：立命館大学名誉教授、政治学者、フランス現代政治学、政治社会学
- 矢延洋泰：地理学者、東南アジア地域研究が専門、駒澤大学等で講師

### 教育
- 武田孟：教育者、明治大学学長・総長、札幌大学学長を歴任、日米大学野球選手権大会の創設など学生野球の普及に尽力、2001年野球殿堂入り、（第四仏教中学）
- 大内義直：広島女子商業学校第5代校長、唯信寺住職（旧制崇徳中学校）

### メディア
- 沖村考祐：熊本放送アナウンサー

### 文化

#### 音楽
- 南一誠：演歌歌手
- 上綱克彦：元柳ジョージ&レイニーウッド
- 石井清登：元柳ジョージ&レイニーウッド
- 松下昇平：M-Swift：ミュージシャン、音楽プロデューサー
- 太田務：合唱指揮者
- HIPPY : シンガーソングライター
- araki（荒木隆之）：元BEAT CRUSADERSメンバー、ドラム

#### 芸術
- 小松茂美：古筆学者、美術史学者（旧制崇徳中学校→旧制柳井中学校）
- 山中雪人：日本画家、広島市立大学元教授（旧制崇徳中学校）
- 大歳克衛：画家、中国文化賞受賞、広島市立大学名誉教授
- 岩井壽照：画家、日本美術家連盟会員
- 渡辺和博：イラストレーター
- 木村真一郎：アニメ監督、演出家
- 糸曽賢志：映画監督、アニメーション製作、大阪成蹊大学教授、早稲田大学招聘研究員

#### その他
- 小早川元治：日産自動車技術者、男爵小早川家前当主、本学在学時は弁論部に在籍（旧制崇徳中学校）
- 森本正治：和食料理人
- 山下勇三：グラフィックデザイナー
- 常光浩然（徳麿）：仏教ジャーナリスト、仏教タイムス社主幹（第四仏教中学）

### スポーツ

#### ボクシング
- 柳川荒士：元プロボクサー、ファッションデザイナー
- 辻昌建：元プロボクサー
- 丸亀光：プロボクサー、元バンダム級アマチュアボクシング日本王者、竹原&畑山ジム所属
- 高木裕史：プロボクサー、森岡ボクシングジム

#### ゴルフ
- 上野忠美：プロゴルファー
- 倉本昌弘：プロゴルファー

#### 野球
プロ野球選手
- 西村宏：〈S37〉、元広島カープ投手
- 高岡重樹：〈S37〉、元広島カープ選手
- 藤原仁：〈S49〉、元阪神タイガース→日本ハムファイターズ投手
- 山崎隆造：〈S52〉、元広島東洋カープ二軍監督、2012年より中国放送野球解説、現野球部OB会副会長。2023年秋より野球部総監督。
- 小川達明：〈S52〉、元広島東洋カープ→福岡ダイエーホークス選手
- 黒田真二：〈S52〉、元ヤクルトスワローズ投手
- 山川周一：〈S58〉、元南海ホークス選手、現福岡ソフトバンクホークスコンディショニング担当
- 小林宏：〈H1〉、元オリックス・ブルーウェーブ→東北楽天ゴールデンイーグルス、元シティライト岡山硬式野球部選手兼任コーチ、現オリックス二軍投手コーチ、軟式野球部出身
- 面出哲志：〈H6〉、元大阪近鉄バファローズ→阪神タイガース投手
- 松本奉文：〈H8〉、元広島東洋カープ選手、現広島スカウト
- 川本良平：〈H13〉、元東京ヤクルトスワローズ→千葉ロッテマリーンズ→東北楽天ゴールデンイーグルス選手
- 田中慎太朗：〈H16〉、元阪神タイガース育成選手
- 井上晴哉：〈H20〉、千葉ロッテマリーンズ選手
- 大下佑馬：〈H23〉、元東京ヤクルトスワローズ投手
- 松本龍憲：〈H29〉、元福岡ソフトバンクホークス育成選手→福島レッドホープス選手

アマチュア選手
- 黒紙義弘：〈S48〉、元東芝投手・コーチ、ロサンゼルスオリンピック日本代表
- 濱本光治：〈S49〉、花咲徳栄高等学校野球部初代監督、現平成国際大学女子硬式野球部監督
- 應武篤良：〈S52〉、早稲田大学。晩年は本校硬式野球部の総監督を歴任。
- 近森雄太：〈H26〉、元JR東日本硬式野球部選手

#### バレーボール
- 井原文之：富士フイルム選手・監督、富士フイルムを日本リーグ優勝に導く。
- 森山輝久：元日本代表選手
- 猫田勝敏：元日本代表選手、元専売広島選手、「世界一のセッター」と称される。
- 西本哲雄：全日本ジュニア男子監督、大分三好ヴァイセアドラー監督などを歴任
- 米田一典：元日本女子代表監督、チャレンジリーグ・仙台ベルフィーユ監督を歴任
- 小田雅志：元専売広島選手・監督、現進徳女子高等学校バレーボール部監督
- 寺廻太：元日本男子代表監督、元JTマーヴェラス監督
- 濱田義弘：ブレス浜松監督、元久光製薬スプリングス監督
- 本多洋：元JTサンダーズ選手、本校バレーボール部現監督
- 臺光章：元JTサンダーズ選手
- 田辺修：元日本代表、元東レアローズ選手
- 内冨寛法：元JTサンダーズ選手
- ベゼラ・ジュニオル：元JTサンダーズ選手
- 合田心平：元JTサンダーズ選手、本校バレーボール部コーチ
- 井上航：元JTサンダーズ選手
- 平田亮介：元東京グレートベアーズ選手
- 勝岡将斗：元ウルフドッグス名古屋選手
- 高木啓士郎：広島サンダーズ選手

#### 柔道
- 川口孝夫：1972年ミュンヘンオリンピック柔道男子軽量級金メダリスト
- 南喜陽：柔道の世界選手権2連覇、モントリオールオリンピック柔道日本代表、現全日本柔道連盟強化委員会特別委員
- 伊志嶺朝秋：柔道指導者、全日本柔道連盟広報委員
- 山本裕洋：柔道指導者、全日本実業柔道連盟副理事長、西日本実業柔道連盟理事長
- 森脇保彦：1981年世界柔道選手権大会優勝、現国士舘大学女子柔道部監督
- 岩崎卓：1992年世界ジュニア柔道選手権大会65kg級3位、流通経済大学監督
- 北川勝広：ダイコロ柔道部所属、2001年講道館杯全日本柔道体重別選手権大会66kg級優勝
- 西岡和志：京葉ガス柔道部選手、2010年世界団体優勝
- 上川大樹：2012年ロンドンオリンピック100kg超級代表選手
- 河原正太：京葉ガス柔道部選手、2010年講道館杯全日本柔道体重別選手権大会81kg級優勝・2011年同大会81kg級三位
- 木戸慎二：2013年ユニバーシアード60kg級優勝
- 下和田翔平：2013年アジア柔道選手権大会男子90kg級優勝
- 香川大吾：2014年インターハイ100kg超級優勝優勝
- 神垣和他：2019年世界ジュニア100㎏級優勝
- 徳持英隼：2024年講道館杯全日本柔道体重別選手権大会90kg級優勝

#### ラグビー
- 池谷陽輔：元サントリーサンゴリアス選手、元日本代表プロップ
- 森山裕樹：ジャパンラグビートップチャレンジリーグ・釜石シーウェイブス選手
- 新本亘：宗像サニックスブルース選手
- 苫谷直樹：日野自動車レッドドルフィンズ選手
- 吉村公太朗：法政大学ラグビー部2015年度主将 リコーブラックラムズ選手

#### サッカー
- 渡辺正：元サッカー日本代表選手・監督、八幡製鉄サッカー部選手・監督、1年2学期に広島市立基町高等学校へ転入学
- 樋渡群：サッカー指導者、JFAアカデミー福島監督、日本代表監督ハリルホジッチ氏の専属通訳、パリ・サンジェルマンFCU-12監督・サッカー日本女子U-18監督などを歴任

#### その他
- 大石博暁：陸上競技、ボブスレー選手
- 金山栄治：競輪選手

### 芸能
- 古今亭菊丸：落語家
- 柳家福治：落語家
- 山形ユキオ：歌手、俳優、本校在籍時に硬式野球部所属
- 宮崎達也：俳優
- 工藤俊作：俳優
- 日笠圭：俳優、写真家
- エンジェリック乱世：ものまねタレント
- 藤崎ゆみあ：女優、モデル

### その他
- 能海寛：求法僧、チベットを探検した真宗大谷派の仏教学者（進徳教校）
- 大沼法龍：仏教家。ハワイにおいて布教活動を行った。
- 秋田明大：元日本大学全共闘議長
- 沖本勲：四代目共政会会長
- 佐村河内守：自称聴覚障害者。かつて作曲家と称していたが、2014年2月、過去18年間に発表した作品はゴーストライターによる代作であったことが発覚。聴覚障害についても疑義が持たれている。
- 呉伯焔：自称中国武術家、私学校龍珉楼館長、日本功夫協会理事

## 元教員・指導者
- 河野小石：広島藩儒、儒学者、学仏場教授（漢学）
- 足利義山：浄土真宗本願寺派の学者、進徳教校教授
- 高松悟峰：足利義山に師事、進徳教校教授、真宗学寮の初代学頭
- 土屋詮教：第四仏教中学講師、仏教学者
- 後藤陽一：歴史学者、広島大学名誉教授、旧制崇徳中学校嘱託歴史科教員
- 天野守信：合唱指揮者、崇徳高校グリークラブの創立者・初代指揮者・音楽監督、本校の元英語教員